# Хъслър
„Хъслър“ (на английски: Hustler) е месечно порнографско списание, насочено към хетеросексуалните мъже.

## История
За първи път е публикувано през 1974 г. в Съединените американски щати от Лари Флинт. Списанието доразвива преди това издаваните от Лари Флинт Хъслър Нюзлетър и Хъслър фор Тудейс Мен, които са евтини реклами за веригата от стриптийз барове, които той държи по онова време. Списанието е едно от първите популярни мъжки списания в САЩ, които преодоляват табуто, което съществува в началото на 70-те години, като публикува далеч по-вулгарни снимки на женски гениталии в сравнение с останалите списания от този тип.